# Linux Unified Key Setup
Nell'ambito della sicurezza informatica, il Linux Unified Key Setup, abbreviato LUKS, è un metodo di cifratura dei dischi rigidi. Le sue specifiche sono state scritte da Clemens Fruhwirth nel 2004 ed è stato originariamente pensato per Linux.
Mentre la maggior parte dei software di crittografia di dischi hanno implementazioni e formati diversi e incompatibili, e spesso non documentati, lo standard LUKS è indipendente dalla piattaforma e può essere utilizzato per cifrare dischi in un'ampia varietà di strumenti. Questo non solo assicura piena compatibilità e interoperabilità tra software diversi, ma garantisce che la gestione delle password avvenga in una modalità sicura e documentata.
LUKS è l'implementazione di riferimento per Linux; è basato su una versione migliorata di cryptsetup che usa il processo di cifratura chiamato dm-crypt. Può essere usato anche su Microsoft Windows mediante FreeOTFE.